# The Night Gwen Stacy Died
The Night Gwen Stacy Died  (укр. Ніч, коли Ґвен Стейсі померла) — це сюжетна арка коміксів, видана компанією Marvel Comics в коміксах The Amazing Spider-Man #121-122 в 1973 році, що стало переломною подією в житті супергероя  Людини-павука, одного з найперспективніших та впізнаваних персонажів популярної культури. Два тематичних оповідання, написані Джеррі Конвей, артмитцем намальована Ґіл Кейна та чорнилом Джона Роміти старшого і Тоні Мортелларо, показує боротьбу  павука проти  Зеленого гобліну. Зелений гоблін викрадає дівчину павука Ґвен Стейсі, і вона загинула під час битви.

## Сюжет
До цієї дуги Норман Озборн був Зеленим гобліном, але через амнезію він призупинив свою ідентичність як суперзірка і забув, що «Людина-павук» - це Пітер Паркер. Також Гаррі Озборн, найкращий друг Паркера та син Нормана, став залежним від наркотиків і був заарештований у будинку Озборна для детоксикації. Батьківське горе Нормана разом із фінансовим тиском викликала розбивку, внаслідок чого Норман Озборн згадав про свою ідентичність Гобліна і знову націлився на Людина-павука та його близьких, за страждання.
Зелений Гоблін викрадає подругу Пітера, Ґвен Стейсі, і заманює Людину-павука до башти Бруклінського мосту (як це зображено в малюнках) або мосту Джорджа Вашингтона (як зазначено в тексті). Гоблін і Людина-павук стикаються, і Гоблін кидає Стейсі на міст. Людина-павук стріляє в ноги і ловить її. Коли він підтягує її, він вважає, що врятував. Однак він швидко усвідомлює, що вона мертва. Не впевнений, що її шия була зламана  раптовою зупинкою або була вже зламана Гобліном до її падіння, він звинувачує себе в її смерті. На листі на листах The Amazing Man-Spider-Man #125 сказано: "Нам дуже засмучує сказати, що ефект ударів, які вона зазнала, коли стрічка Spidey зупинила її так раптом, фактично, що її вбила".
Зелений Гоблін рятується, і Людина-павук плаче над тілом Стейсі і клянеться помстися. Наступне питання, Людина-павук відстежує Зеленого Гобліна на складі і б'є його, але не може примусити себе до його вбивства. Гоблін використовує можливість відправити свій планер, щоб обігнати людину-павука ззаду. Попереджений його павутиням, Людина-павук ухиляється, а планер імпульсує до зеленого гобліна та вбив його. Пізніше, після зруйнованого Паркера, повернувшись додому, зустрічається  шокованою та засмученою Мері Джейн Вотсон, яка втратила свого близького друга Стейсі, і спроби утішити один одного після їхньої втрати.